# Come Back to Me (film)
Come Back to Me is een Amerikaanse bovennatuurlijke thriller/horrorfilm uit 2014 onder regie van Paul Leyden. Hiervoor bewerkte hij zelf het boek The Resurrectionist van Wrath James White tot filmscenario.

## Verhaal

### Proloog
Het is 2002. De veertienjarige Dale zit voor de televisie. Boven wordt zijn moeder Eileen in elkaar geslagen door haar echtgenoot Jimmy. Dale probeert het geschreeuw en gesmeek te negeren. Wanneer hij uiteindelijk gaat kijken, komt zijn moeder onder het bloed naar de deur. Ze smeekt hem om hulp. Dale belt daarop de politie en wacht buiten tot die aankomt. Jimmy hoort de sirenes en vlucht naar buiten. Hij heeft een mes in zijn hand. De agent die het lichaam van Eileen aantreft, draait zich om en geeft over. De hele kamer is besmeurd met bloed. Eileen ligt roerloos op bed. Dale praat tegen haar, maar ze geeft geen enkele reactie. Hij gaat de kamer in. Eileens benen trekken plotseling samen in een spasme.

### Hoofdlijn
Het is ruim tien jaar later. Sarah en haar man Josh wonen samen in een huis in Las Vegas. Ze zien verhuizers spullen het huis tegenover dat van hen indragen. Daarom gaan ze een schaal koekjes afgeven en kennismaken met de nieuwe bewoner. Het is Dale.
Sarahs gescheiden vriendin Leslie is zwanger. Ze is naar bed geweest met zowel een Aziatische als een zwarte man en wacht de geboorte af om te zien wie de vader is. Sarah wil ook graag zwanger worden, maar Josh houdt het af. Sarah is nog herstellende van een auto-ongeluk een paar maanden eerder.
Sarah schrikt op een morgen wakker in bed. Ze ruikt schoonmaakmiddel en heeft een ander shirt aan dan dat waarmee ze in slaap viel op de bank. Ze vindt dat van de vorige avond terug in de wasmachine. Er zitten rode vlekken op. Ze weet niet hoe die erop komen. Leslie vertelt Sarah dat ze waarschijnlijk last heeft van nachtangsten, in verband met haar ongeluk. Het is normaal dat ze zich hierna sommige dingen niet meer herinnert. Leslie heeft een tijd hetzelfde probleem gehad. Leslie is arts en schrijft haar vriendin een middel voor om haar te helpen ontspannen. Desondanks houden Sarahs nachtelijke problemen aan. Telkens ziet ze zichzelf of mensen die haar lief zijn sterven, om vervolgens wakker te schrikken en erachter te komen dat iedereen in orde is. Daarbij ruikt ze keer op keer de lucht van schoonmaakmiddelen. Bovendien ziet ze op een dag dat de huid net onder haar haargrens ineens helemaal in orde is, terwijl daar tot voor kort een litteken van haar auto-ongeluk zat.
Josh neemt Sarah een week mee op vakantie. Gedurende die zeven dagen heeft ze nergens last van. Ze rust volledig uit en wordt niet één keer in paniek wakker.
Bij thuiskomst heeft Sarah op een morgen een ongemakkelijke ontmoeting met Dale. Nadat hij wegrijdt naar zijn werk, gaat ze stiekem zijn huis binnen. Ze treft er een kast aan vol met dezelfde koekjes als die ze hem bracht tijdens hun kennismaking. Op een tafeltje staan foto's van vrouwen, met op de achterkant beschrijvingen van hoe die zelfmoord pleegden. Onder Dales bed vindt ze een doos vol sleutels. Eén daarvan herkent ze als een kopie van haar autosleutel. Er ligt een stapeltje foto's van haar bij. Dan stormt Dale de kamer in. Hij belaagt haar met een hamer. Vervolgens schrikt ze wakker. Ze ligt thuis in bed, volledig ongedeerd. Ze heeft wel bloed aan haar vingertoppen, maar kan nergens een wondje vinden.
Sarah krijgt in het bijzijn van Leslie voor de zoveelste keer braakneigingen. Ze gaat naar het toilet om over te geven en ziet daar een zwangerschapstest liggen. Ze blijkt in verwachting. Buiten komen ze Dale tegen. Leslie blijkt hem ook te kennen. Hij bezorgde haar boodschappen tot ze Buster kreeg, haar hond. Sarah vertelt Josh dat ze zwanger is. Hij wordt kwaad. Toen hij studeerde ging hij met vrienden naar de spermabank om te doneren en zo wat geld te verdienen. Toen bleek dat hij volledig onvruchtbaar is. Hij vertrekt kwaad naar zijn vriend Johnny. Diezelfde nacht schrikt Sarah weer wakker in bed. Johnny is niet thuisgekomen, maar toch voelt ze dat ze seks heeft gehad.
Sarah koopt een bewakingscamera en hangt die op in haar slaapkamer. Leslie blijft bij haar slapen. Ze neemt Buster met zich mee. Hij begint midden in de nacht te blaffen. Leslie volgt hem naar beneden. Daar steekt een gestalte Buster dood, om vervolgens achter Leslie aan te gaan. Sarah gaat naar beneden om te kijken wat er aan de hand is. Het volgende moment schrikken zij en Leslie allebei wakker in de huiskamer, ongedeerd. Ook Buster is in orde. Zodra hij ziet dat de voordeur open is, rent hij het huis uit. Veel tijd om zich te verbazen hebben de vrouwen niet, want Leslies vliezen breken. In het ziekenhuis bevalt ze van een gezonde, tot haar verrassing blanke baby.
Sarah schrikt 's nachts weer alleen wakker, opnieuw ervan overtuigd dat ze seks heeft gehad. Ze gaat de beelden op de bewakingscamera bekijken. Hierop ziet ze Dale haar vastgebonden de kamer inbrengen. Hij danst met haar en heeft seks met haar. Daarna rolt hij een zeil uit, waarboven hij haar keel doorsnijdt. Zo legt hij haar in bed. Nadat hij vervolgens in haar mond ademt, maakt hij dat hij wegkomt. Sarah ziet hoe ze meteen daarna wakker schrikt, volledig ongedeerd. Sarah laat ook Leslie de beelden van de bewakingscamera zien. Ze snappen er allebei niets van. Sarah vindt op internet vervolgens een nieuwsbericht over de aanval op Dales moeder, toen hij veertien was. De agent die haar vond, bezweert dat hij Dales moeder dood aantrof. Toch liep ze even later met hem naar buiten, net nadat ze even alleen was met haar zoon. Sarah en Leslie beseffen dat Dale op de een of andere manier de dood ongedaan kan maken, waarbij het slachtoffer een deel van zijn geheugen verliest. Ook realiseren ze zich dat hij de vader is van allebei hun kinderen.
Sarah zoekt Dales moeder Eileen op in de psychiatrische inrichting waarin ze verblijft. Zij raadt al wat Sarah komt doen. Haar verzorgers hebben haar verteld hoe ze eruitziet; Sarah is Dales type. Eileen vertelt dat Dale zijn gave ontdekte op de dag dat hij haar terugbracht, op zijn veertiende. Ook zij herinnerde zich niets van het voorval, maar hij vertelde haar er later over. Dale begon vanaf dat moment steeds vaker dieren en meisjes om te brengen, om ze vervolgens terug te halen. In de tussentijd kon hij met ze doen wat hij wilde. Na afloop herinnerden ze zich er toch niets van. Hij chanteerde zijn moeder met het dreigement dat hij het ook bij haar zou doen, tenzij ze koekjes voor hem maakte wanneer hij dat wilde. Na verloop van tijd probeerde ze uit wanhoop zelfmoord te plegen. Dale bracht haar terug en zei dat hij dat altijd zou blijven doen, omdat hij niet zonder haar kan. Uiteindelijk stak ze zichzelf in brand, zodat ze opgenomen werd in een psychiatrische inrichting. Eileen vertelt dat Dale nooit sociale vaardigheden heeft geleerd omdat hij die nooit nodig had. Hij kwam op zijn manier al aan meisjes. Het doden en terugbrengen is zijn manier van liefhebben. Eileen vervloekt hem erom, maar kon hem niets aandoen omdat hij haar kind is. Ze laat Sarah beloven dat zij hem zal stoppen.

### Climax
Josh gaat naar huis om met Sarah te praten. Daar wordt hij overmeesterd door Dale. Sarah komt thuis met een geweer. Wanneer een man in een capuchon voor haar opduikt, haalt ze verschillende keren de trekker over. Het blijkt Josh, met een stuk ducttape over zijn mond. Hij valt dood neer. Dale verschijnt. Hij weigert Josh terug te brengen. Hij wil Sarah zelf, zonder het doden en terugbrengen. Hij wil een familie vormen met haar en hun kind. Sarah laat haar geweer vallen. Ze biedt Dale een kans aan om op een normale manier tijd met haar door te brengen. Ze dekt de tafel en zet hem een schaal van zijn lievelingskoekjes voor. Daarna neemt ze hem mee naar de slaapkamer. Wanneer Dale haar kust, zuigt Sarah zijn adem naar binnen. Daarna steekt ze hem neer, eerst met een vork en vervolgens met een glasscherf. Daarna rent ze naar Josh en blaast ze Dales adem uit in zijn mond.
Dale achterhaalt Sarah, woest. Achter hem staat Josh op. Hij is ongedeerd en heeft geen idee wat er aan de hand is. De kogels waarmee zijn vrouw hem neerschoot, vallen uit zijn shirt, op de grond. Sarah haalt nog vier keer de trekker over. Deze keer schiet ze daarmee Dale neer. Die valt neer tegen de muur.
Sarah en Josh zien toe hoe Dale zijn laatste adem uitblaast. Ze halen opgelucht adem. Dan blijkt Dales overlijden een bijwerking te hebben. Door zijn dood keren bij iedereen die hij ooit terugbracht uit de dood de fatale verwondingen terug. In Josh' torso groeien de schotwonden terug en Sarah hapt naar adem met een doorgesneden keel. Op andere plekken in het land valt een vrouw dood neer wanneer ze een huwelijksaanzoek krijgt; een zwemster blijft plotseling roerloos in een rode plas in een zwembad liggen; een vrouw achter een winkelwagentje valt met een hoofdwond neer in een supermarkt. Uit talloze huizen klinken op hetzelfde moment kreten van afschuw. In het ziekenhuis zit Leslie dood op de grond. Naast haar ligt in een wieg haar en Dales kind te kirren.

## Rolverdeling
- Katie Walder - Sarah
- Matt Passmore - Josh
- Nathan Keyes - Dale
- Maura West - Eileen
- Laura Gordon - Leslie
- Jon Abrahams - Johnny